# Atatürkovy reformy

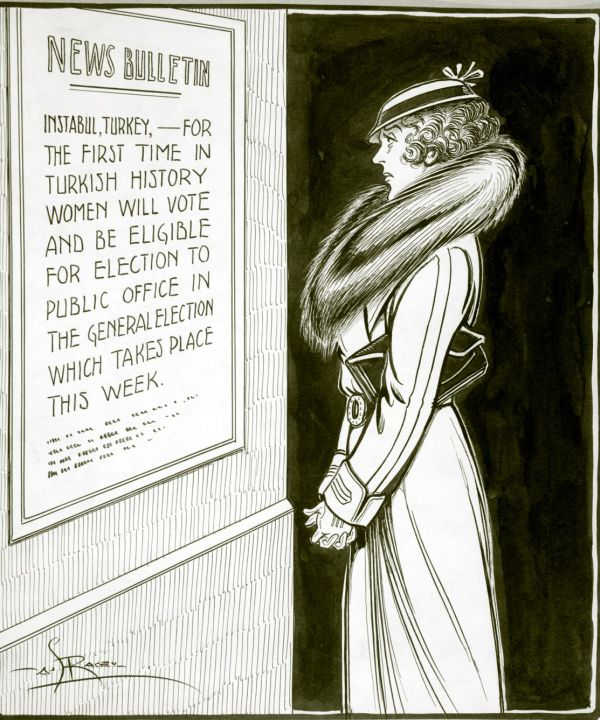
Kanadská politická karikatura ženy v Quebeku, čtoucí oznámení, které zní:
"Bulletin zpráv: poprvé v historii Turecka budou ženy volit a mít nárok na veřejnou funkci ve všeobecných volbách, které se konají tento týden."
Ženy v Turecku dostaly právo volit v roce 1930, ale ženy v provinčních volbách v Quebeku ho neměly až do roku 1940.

Atatürkovy reformy (turecky Atatürk Devrimleri) byly sérií politických, právních, kulturních, sociálních a ekonomických změn, které byly připraveny, aby se Turecká republika stala sekulárním, moderním a národním státem. Tyto reformy byly zavedeny pod vedením Mustafy Kemala Atatürka dle Kemalistické ideologie. Středobodem těchto reforem bylo přesvědčení, že turecká společnost se bude muset přiblížit západu politicky i kulturně, pokud se chce modernizovat. Atatürkovy politické reformy obsahovaly mnoho fundamentálních institucionálních změn, které znamenaly konec mnoha tradic, a šetrně připravený program postupných změn byl implementován k rozpletení složitého systému, který se vyvíjel po staletí.
Atatürkovy reformy začaly modernizací ústavního práva, vč. přijetí nové turecké ústavy roku 1924, která nahradila ústavu z roku 1921, a adaptací evropského práva a jurisprudence potřebám nové republiky. Následovala kompletní sekularizace a modernizace administrativy, se zaměřením především na vzdělávací systém.
Historicky Atatürkovy reformy nastupují po období Osmanské říše nazvaném Tanzimat - reorganizaci, která začala roku 1839 a skončila První konstituční érou roku 1876. Další podobně výrazné reformní změny na poli společenském, ekonomickém i administrativním přišly s procesem přístupu Turecké republiky k Evropské unii (14. dubna 1987).